# Föderativer Staat Neurussland

Von den Vertretern als offiziell erklärte „Flagge Neurusslands“

Der Föderative Staat Neurussland (russisch (Федеративное государство) Новороссия (Federatiwnoje gossudarstwo) Noworossija; ukrainisch (Федеративна держава) Новоросія (Federatywna derschawa) Noworossija) war eine am 24. Mai 2014 proklamierte Union zwischen der proklamierten Volksrepublik Donezk und der proklamierten Volksrepublik Lugansk. Beide waren im Zuge des Russisch-Ukrainischen Krieges entstanden, wurden aber nur von Russland, Syrien und Nordkorea anerkannt.
Im Mai 2015 wurde das Projekt für beendet erklärt, da sich die ukrainische Zivilgesellschaft außerhalb der von Separatisten dominierten Oblaste gegen eine weitere völkerrechtswidrige Verkleinerung des Staatsgebiets der Ukraine erfolgreich wehren konnte. Stattdessen riefen prorussische Separatisten am 18. Juli 2017 einen neuen Staat namens Kleinrussland aus. Dieser sollte der Proklamation zufolge nur noch die Volksrepubliken Lugansk und Donezk umfassen.

## Name
Die Bezeichnung Neurussland nimmt Bezug auf das „Gouvernement Neurussland“ des Russischen Kaiserreichs, das von 1764 bis 1783 und 1796 bis 1802 existierte. Hierbei handelte es sich um Gebiete im Bereich der heutigen südlichen und östlichen Ukraine, einschließlich der Krim, die zuvor dünn besiedelt waren. 1822 wurde das Generalgouvernement Neurussland-Bessarabien kreiert, das bis 1874 bestand. Mit dem Ende des Zarenreichs (Oktoberrevolution 1917) verschwand jede Verwaltungseinheit dieses Namens.
Von einigen Akteuren innerhalb der Union wurde die Bezeichnung Union der Volksrepubliken (russisch Союз народных республик Sojus narodnych respublik; ukrainisch Союз народних республік Sojus narodnych respublik) als Bezeichnung für den Zusammenschluss der beiden besetzten Oblaste der Ukraine bevorzugt.
Mit dem Namen Neurussland verbindet sich auch ein Projekt, das im Frühjahr 2014 von Wladimir Putin propagiert wurde. Mit dem Projekt „Neurussland“ verfolgte Putin das Ziel der „Rückeroberung“ des Südostens der Ukraine durch Moskau. André Härtel vertritt die These, dass die Tatsache, dass sich 2014 „die Apologeten ‚Neurusslands‘ mit einem deutlich kleineren und zudem nicht einheitlich geführten Territorium um die selbst ernannten Donezker und Lugansker ‚Volksrepubliken‘ (‚DNR‘ und ‚LNR‘) bescheiden mussten, […] entweder einen groben Fehler in Wladimir Putins völkischer Raumwahrnehmung oder eine signifikante identitäre Entwicklung in den südöstlichen Regionen der Ukraine“ nahelege. Prorussische Aktivisten mit ihren Besetzungs- und Instabilisierungsversuchen seien überall dort im Südosten der Ukraine gescheitert, wo sich breite proukrainische Bevölkerungsgruppen hätten mobilisieren lassen und von verbliebenen lokalen politischen Eliten und Geschäftsleuten unterstützt worden seien. Insbesondere das proukrainische Mobilisierungspotenzial der Bevölkerung der Städte des Südostens sei von der prorussischen Seite unterschätzt worden und habe in seiner Dimension auch proukrainische Beobachter und Analytiker überrascht. Aufgrund des geringen Erfolgs des „Projekts Neurussland“ habe Putin das Ziel einer Zweiteilung der Ukraine und die Verwendung des Begriffs „Neurussland“ aufgegeben.
Der Ersatzbegriff Kleinrussland knüpft an die Idee des dreieinigen russischen Volkes an. Dieser zufolge habe sich die Kiewer Rus in drei Teilstämme aufgeteilt, nämlich die Großrussen, die Weißrussen (Belarussen) und die „Kleinrussen“. Die geografische Zuordnung „Kleinrusslands“ änderte sich im Laufe der Jahrhunderte. Ab 1794 wurde der Begriff zumeist auf den nicht vom Osmanischen Reich besetzten Teil der Ukraine bezogen. Die Idee, auch Ukrainer seien „eigentlich“ Russen, wurde von Wladimir Putin 2021 in seinem Aufsatz Zur historischen Einheit von Russen und Ukrainern aufgegriffen und diente 2022 als eine Rechtfertigung für den russischen Überfall auf die Ukraine.

## Gründung

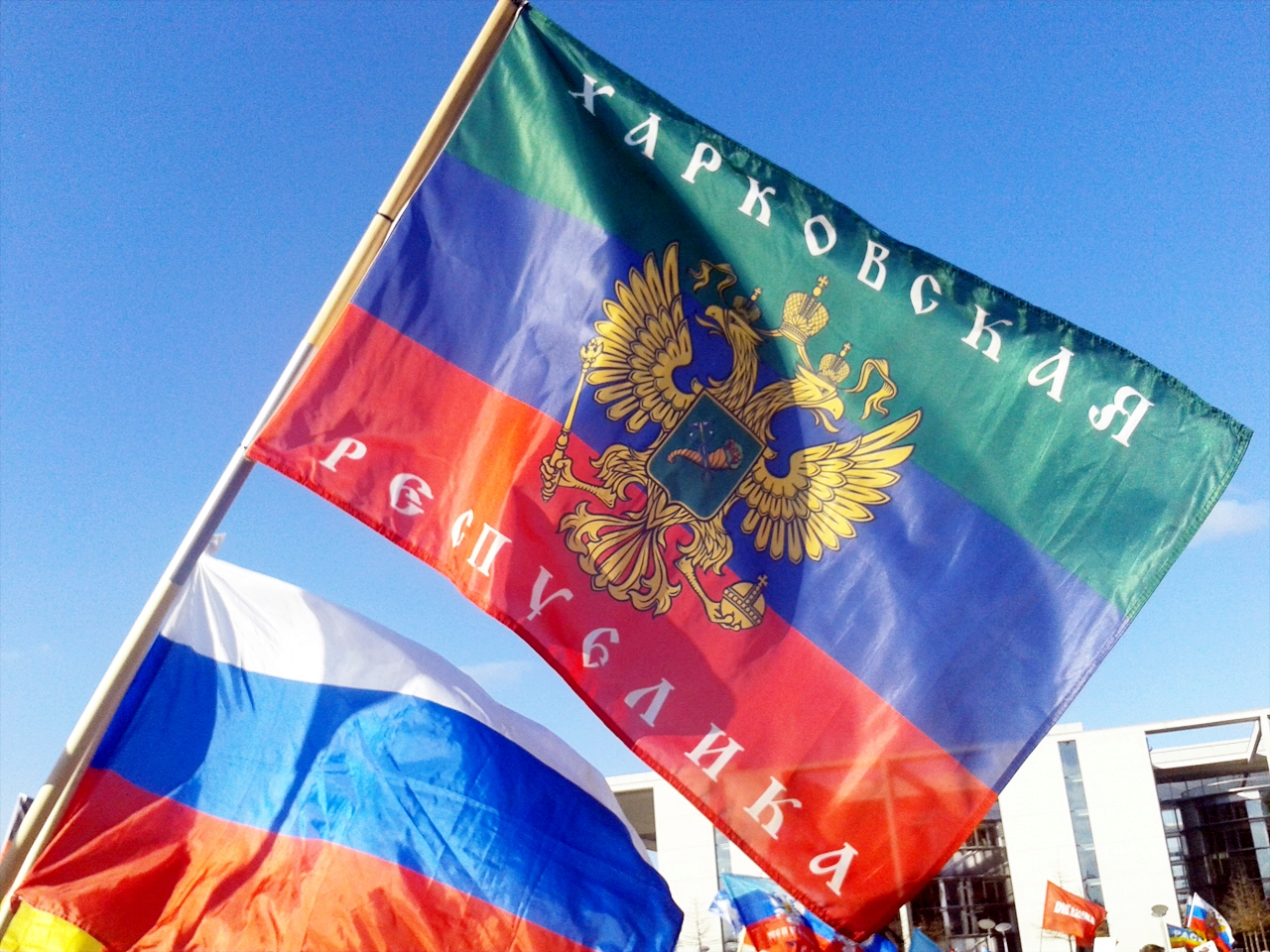
Entworfene Flagge einer nie existierenden Charkiwer Volksrepublik im Februar 2015 in Berlin

Nach der Absetzung des ukrainischen Präsidenten Wiktor Janukowytsch kam es im Osten der Ukraine und auf der Krim zu von Russland und dessen Präsidenten Putin verdeckt unterstützten Abspaltungsbewegungen. Hieraus entwickelte sich der Russisch-Ukrainische Krieg, in dem russlandfreundliche Verbände versuchten, die Loslösung der Gebiete um Donezk und Luhansk von der Ukraine zu erzwingen.
Die beiden russischen Staatsbürger Alexander Borodai und Alexei Karjakin, die führenden Akteure der beiden selbsternannten Volksrepubliken, unterzeichneten am 24. Mai 2014 in Donezk ein Memorandum über die Gründung der Union. Die Unterzeichnung fand im Rahmen eines Treffens selbsternannter Volksvertreter der südlichen und östlichen Regionen der Ukraine statt. Dabei wurde erklärt, dass sich dieser Union in der kommenden Zeit weitere auf dieser Konferenz vertretene Gebiete, nämlich Cherson, Odessa, Charkiw, Dnipropetrowsk, Mykolajiw sowie Saporischschja, anschließen könnten, sofern gleichartige Referenden durchgeführt würden. Als Flagge wurde die Fahne der Neurussland-Partei gewählt. Im Mai 2015 wurde verlautet, aufgrund der fehlenden Unterstützung der weiteren erhofften Gebiete, namentlich Charkiw und Odessa, würde das Projekt „bis zum Aufbau genügender Unterstützung“ eingefroren.

## Organisation

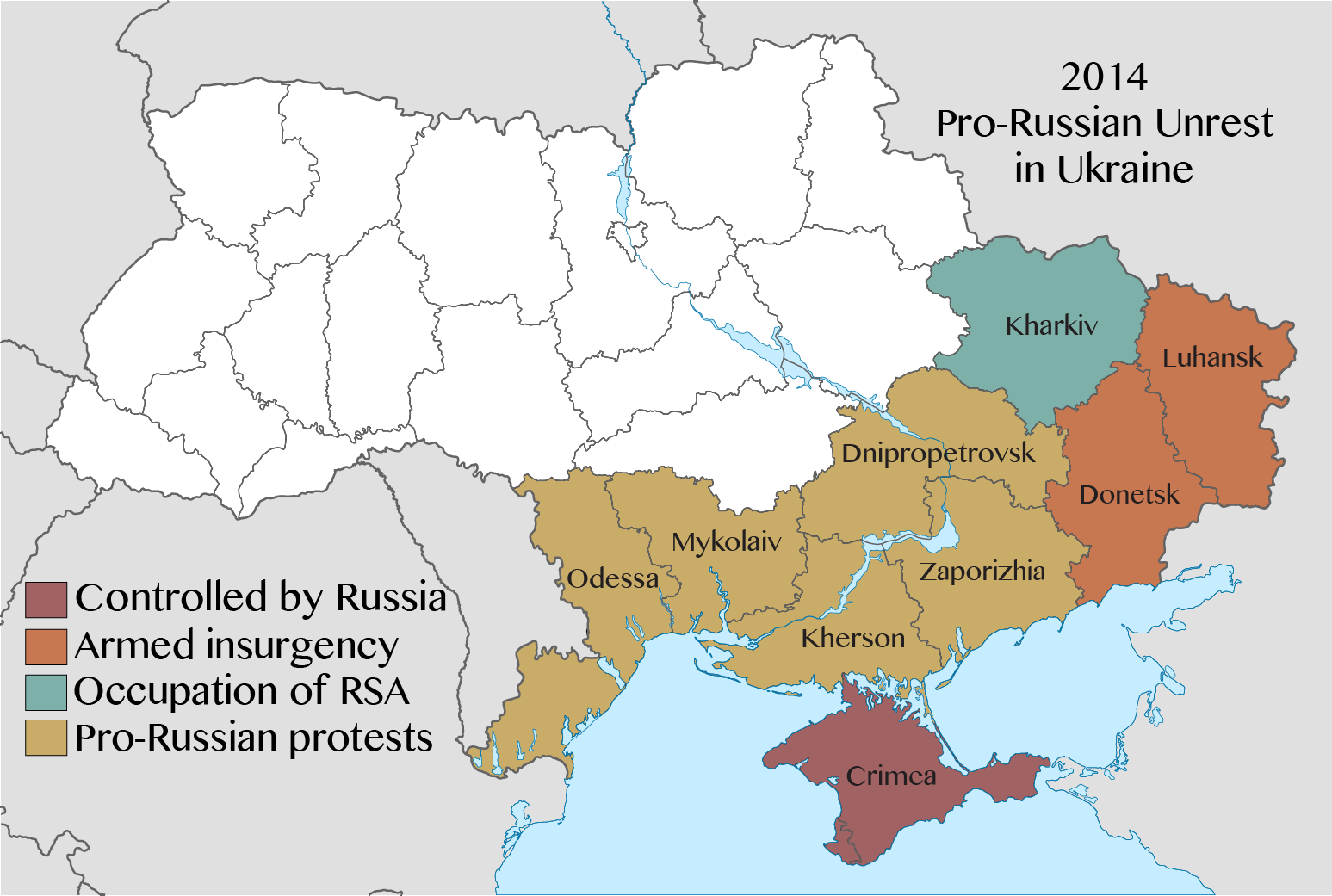
Proteste „neurussischer“ Aktivisten von Charkiw bis Odessa (2014)

Als Präsident der Union bezeichnete sich Waleri Kaurow (* 1956), als Parlamentsvorsitzender trat Oleh Zarjow auf. Beide Politiker stehen auf der Sanktionsliste der Europäischen Union.
Die militärische Organisation war die sogenannte Volksmiliz; deren Zusammensetzung war eine der zentralen Fragen, über die in den internationalen Debatten über Neurussland diskutiert wurde: Vertreter der beiden Volksrepubliken wie auch der russische Präsident Wladimir Putin und russische Quellen behaupten, dass es sich dabei um lokale Kämpfer sowie freiwillige Einzelpersonen und auch Freiwilligenverbände vorwiegend aus Russland, handele. Die ukrainische Seite und zahlreiche internationale Beobachter gehen jedoch davon aus, dass in der Ostukraine auch Angehörige und Truppenteile der regulären Verbände der russischen Armee mit deren Ausrüstung sowie Angehörige der russischen Geheimdienste eingesetzt werden. Dies wird von vereinzelten Quellen auch auf Seiten der Milizen bestätigt.

## Menschenrechtsverletzungen
Im Bericht des Hohen Kommissariats der Vereinten Nationen für Menschenrechte vom 28. Juli 2014 wurde auf eine Schreckensherrschaft der prorussischen bewaffneten Gruppen mit Freiheitsberaubungen, Entführungen, Folterungen und Exekutionen hingewiesen.

## Entwicklung

Von den Milizen häufig verwendete Fahne (ähnlich der Gösch der russischen Marine)

Anfang August 2014 waren die beiden von den Milizen kontrollierten Gebiete um Luhansk und Donezk möglicherweise kurzzeitig voneinander abgeschnitten. Binnen kurzer Zeit konnten die gegen die Zentralregierung der Ukraine gerichteten Kräfte dank direktem Eingreifen der russischen Streitkräfte jedoch ihre Gebiete wieder massiv ausbauen. Die Kämpfer Neurusslands wurden vom amerikanischen Außenminister John Kerry als De-facto-Verlängerung der russischen Armee bezeichnet, die von Moskau versorgt und kommandiert würden.
Anfang Februar 2022, d. h. kurz vor dem russischen Überfall auf die Ukraine, zitierte in einem Bericht über die Stimmung in der mehrheitlich von Russischsprachigen bewohnten ostukrainischen Stadt Charkiw der Autor eine durch den Instant-Messaging-Dienst Telegram verbreitete Meldung, wonach selbst dort nur 15 Prozent der Bevölkerung prorussisch eingestellt seien, d. h. mit dem Staat Russland und dem Separatisten-Regime in den Regionen Donezk und Luhansk sympathisierten. Die übrige Bevölkerung sei positiv gegenüber dem Staat Ukraine eingestellt, weil dieser ihnen demokratische Verhältnisse und Rechtsstaatlichkeit garantiere, was Russland nicht bieten könne.
Am 30. September 2022 proklamierte die Regierung Russlands einseitig und damit völkerrechtswidrig die Eingliederung größerer Teile der ukrainischen Oblaste Cherson, Donezk, Luhansk und Saporischschja, die teils „Neurussland“ bilden, in die Russische Föderation.